# Urla (Turchia)
Urla è una città costiera della provincia di Smirne, in Turchia. Situata sulla penisola d'Urla, una piccola penisola che sporge sul golfo di Smirne. La città contava 42 559 abitanti e l'intero distretto 49774 secondo il censimento del 2009.
Il nome Urla dériva dal greco Βουρλά (Vourla « palude »). La città sorge sul sito dell'antica Clazomene, il cui nome sopravvive anche ai nostri giorni con Kilizman, nome locale del lungomare.

## Società

### Evoluzione demografica
- 1990 = 25648
- 1997 = 29744
- 2000 = 36579
- 2007 = 41058
- 2009 = 42559